# Hypaspistes armatus
Hypaspistes armatus is een keversoort uit de familie snoerhalskevers (Anthicidae). De wetenschappelijke naam van de soort werd in 1886 gepubliceerd door Charles Owen Waterhouse.